# Klasse Kriminale
Klasse Kriminale é uma banda italiana de punk rock formada em 1988. em 1985. O seu som é uma fusão de Oi!, Punk, Ska e Reggae. Suas letras discutem questões sociais como trabalho, desemprego, drogas, mídia, vida na rua, entre outros. Suas influências incluem The Clash, Sham 69, Angelic Upstarts e The Specials.

## Historia
Em 1988, após algumas mudanças de line-up, o Klasse Kriminale gravou seu primeiro single. Em 1989, eles gravaram seu primeiro álbum,Ci Incotreremo Ancora Un Giorno. Eles têm tocado em concertos na Itália, Reino Unido, Alemanha, Polônia, França, República Tcheca e Canadá. Participaram de vários eventos anti-racistas e antifascistas, e vários festivais europeus, tais como Holidays in the Sun, Monte Paradiso festival Oi! belga, e Punk & Disorderly, em Berlim.
O vocalista da banda, Marco, criou o fanzine Kriminal Class e produziu as compilações Oi! It's A World League, Oi! Against Silvio, Oi! Against Racism e Stay Punk!.

## Formação Atual
- Marco - Vocais
- Cocco - Baixo
- Fulvio - Bateria, Vocais
- Matteo "Martini Guitars" - Guitarra, Vocais
- Emanuela - Vocais

## Discografia

### Álbuns
- Odiati & Fieri! (Demo-Tape, 1988)
- Ci Inconteremo Ancora Un Giorno (LP,1989)
- Faccia A Faccia (LP-CD-Tape,1991) [pela sub-gravadora da New Rose, Division Nada, dirigida por Francois, ex-Berurier Noir e com arte da capa de Alteau]
- I Ragazzi Sono Innocenti (LP-CD, 1994)
- 1985-95, Orgoglio Per Le Tue Passioni
- Live/Vivo (CD-LP, 1996) [produzido por Paul Chain]
- Ragazzi Come Tu & Me (CD, 1997)
- Mind Invaders [produzido por Luther Blissett]
- Electric Caravanas [produzido por Jimmy Pursey do Sham 69]
- I Know This Boy [com Riccardo Pedrini, compositor e ex-guitarrista do Nabat]
- Stai Vivendo O Stai Sopravvivendo? (CD, 2001)
- "Welcome To Genoa" (CD, 2002) [inclui um videoclipe sobre a violência da polícia durante o G8 em Gênova]
- Klasse Kriminale (CD, 2005) [produzido por Vic Ruggiero do The Slackers]
- Streght & Unity (CD, 2007)
- International Soldier (CD, 2008)

### EP's
- "Costruito In Italia" (EP,1988)
- "Ragazzi Come Tu E Me" (EP,1990)
- "Orgoglio Per Le Tue Passioni" (EP-MiniCD, 1995)

### Coletâneas
- The History Of Klasse Kriminale Part1: The Collected Higts 1985-1993 (LP-CD, 1993)
- The Best Of Klasse Kriminale (CD, 1997) [pela Captain Oi! Records. Foram a primeira banda de língua não-inglesa a ser lançada pela gravadora.]

### Reedições
- Faccia A Faccia (Picture Disc,1996)
- Faccia A Faccia/Ci Incontreremo Ancora Un Giorno (CD, 1996) [Dois álbuns em um CD.]
- Ci Inconteremo Ancora Un Giorno (LP, 1998) [Todos os sons são regravações.]
- Odiati & Fieri! (CD ,1999)